# Neon naege banhaess-eo
Neon naege banhaess-eo (hangeul: 넌 내게 반했어, lett. Mi hai lasciato senza fiato; titolo internazionale Heartstrings, conosciuta anche come You've Fallen for Me) è una serie televisiva sudcoreana trasmessa su MBC dal 29 giugno al 19 agosto 2011.

## Trama
Lee Shin, uno studente universitario che studia Musica Occidentale, è il chitarrista e cantante della famosa band The Stupid, noto per essere un ragazzo bello, ma arrogante e dal cuore di ghiaccio, al quale interessa solo la musica e che non ha aspirazioni per il suo futuro. Lee Gyu-won, invece, è una ragazza aperta e solare iscritta a Musica Tradizionale Coreana, e suona il gayageum: a spingerla in questa direzione è il nonno Lee Dong-jin, uno dei tre più grandi musicisti tradizionali, il cui più grande desiderio è vedere la nipote diventare un talento della musica che lui tanto ama. Per essere all'altezza delle aspettative del nonno, Gyu-won s'immerge completamente negli studi, tanto da non conoscere altro. Dopo aver assistito a un concerto live dei The Stupid, la ragazza rimane affascinata dall'esibizione di Lee Shin.
Da Broadway è intanto tornato il regista Kim Suk-hyun, incaricato di dirigere il musical per la celebrazione del centenario della scuola. La coreografia viene affidata alla professoressa Jung Yoon-soo, che anni prima ha lasciato il regista per proseguire la sua carriera nella danza. Il nuovo incontro tra i due risveglia i sentimenti di entrambi. Alla realizzazione del musical partecipano anche Lee Shin, innamorato della professoressa Yoon-soo, e Gyu-won, notata dal regista non solo per la sua abilità con il gayageum, ma anche per il suo talento nel canto, che diventa oggetto delle cattiverie di Han Hee-joo per il ruolo di protagonista femminile.

## Personaggi

### Personaggi principali
- Lee Shin, interpretato da Jung Yong-hwa.
- Lee Gyu-won, interpretata da Park Shin-hye.
- Kim Suk-hyun, interpretato da Song Chang-eui.
- Jung Yoon-soo, interpretata da So Yi-hyun.
- Yeo Joon-hee, interpretato da Kang Min-hyuk.
- Han Hee-joo, interpretata da  Kim Yoon-hye.
- Hyun Ki-young, interpretato da Lee Hyun-jin.
- Cha Bo-woon, interpretata da Im Se-mi.

### Personaggi secondari
- Im Tae-joon, interpretato da Lee Jung-heon.
- Goo Jung-eun, interpretato da Jung Kyung-ho.
- Lee Soo-myung, interpretato da Jang Seo-won.
- Lee Dong-jin, interpretato da Shin Goo.
- Lee Sun-ki, interpretato da Sunwoo Jae-deok.
- Song Ji-young, interpretata da Lee Il-hwa.
- Lee Jung-hyun, interpretata da Moon Ga-young.
- Professor Hong, interpretato da Kim Sun-kyung.
- Lee Hyun-soo, interpretato da Seo Beom-seok.
- Chitarrista dei The Stupid, interpretato da Oh Won-bin.
- Bassista dei The Stupid, interpretato da Song Se-hyun.

## Episodi
| N°                  | Titolo                                        | Data di trasmissione | Ascolti             | Ascolti                    |
| N°                  | Titolo                                        | Data di trasmissione | A livello nazionale | Area metropolitana di Seul |
| ------------------- | --------------------------------------------- | -------------------- | ------------------- | -------------------------- |
| 1                   | An Unexpected Meeting With You                | 29 giugno 2011       | 6,7%                | 8,8%                       |
| 2                   | That Is My World                              | 30 giugno 2011       | 4,9%                | 8,3%                       |
| 3                   | Champion                                      | 6 luglio 2011        | 5,3%                | 7,5%                       |
| 4                   | Towards Tomorrow                              | 7 luglio 2011        | 5,4%                | 8,7%                       |
| 5                   | Confession                                    | 13 luglio 2011       | 5,4%                | 8,3%                       |
| 6                   | With The Thought That It Must Be Forgotten    | 14 luglio 2011       | 4,5%                | 8,6%                       |
| 7                   | Like This... Will Be Forgotten                | 20 luglio 2011       | 5,7%                | 7,9%                       |
| Special             | Accidentally Meeting You                      | 21 luglio 2011       | 4,1%                |                            |
| 8                   | My Love, Cry Baby                             | 27 luglio 2011       | 5,9%                | 8,8%                       |
| 9                   | High Speed Romance                            | 28 luglio 2011       | 5,4%                | 9,4%                       |
| 10                  | Little By Little, Slowly Stepping Towards You | 3 agosto 2011        | 7,1%                | 8,7%                       |
| 11                  | That Place, That Time                         | 4 agosto 2011        | 6,7%                | 7,7%                       |
| 12                  | Don't Cry                                     | 10 agosto 2011       | 5,4%                | 7,5%                       |
| 13                  | Emergency                                     | 11 agosto 2011       | 6,2%                | 7,9%                       |
| 14                  | So Smile                                      | 17 agosto 2011       | 5,3%                | 9,2%                       |
| 15                  | Let Your Dreams Soar                          | 18 agosto 2011       | 5,6%                | 8,2%                       |
| Media degli ascolti | Media degli ascolti                           | Media degli ascolti  | 5,7%                | 8,4%                       |

## Colonna sonora
Parte 1
1. You've Fallen for Me (넌 내게 반했어) – Jung Yong-hwa
2. The Day We Fall in Love (사랑하게 되는 날) – Park Shin-hye

Parte 2
1. Star (별) – Kang Min-hyuk

Parte 3
1. Because I Miss You... (그리워서...) – Jung Yong-hwa
2. What Do You Want Me To Do (어떻게 하면 좋을까요)
3. Going to Meet Me (그대를 만나러 갑니다)
4. Because I Miss You... (strumentale)
5. You've Fallen for Me (strumentale)
6. Because I Miss You... (versione chitarra)
7. Are You Ready to Fight? (싸울 준비 되었나요)

Parte 4
1. I Don't Know (모르나봐) – M Signal
2. Even If It's Not Necessary (꼭은 아니더라도) – F.T. Island

Speciale
1. I Don't Know (모르나봐) – M Signal
2. Give Me a Smile (그래 웃어봐) – M Signal
3. Thought We Were Only Friends (친구로만 알았는데) – Oh Won-bin
4. Even If It's Not Necessary (꼭은 아니더라도) – F.T. Island
5. Because I Miss You... (versione band) – Jung Yong-hwa
6. I Don't Know (strumentale)
7. Give Me a Smile (versione fusion) – M Signal
8. The Battle of Life
9. 비제를 위하여
10. Sorrowful Decision (슬픈 사생결단)

## Riconoscimenti
| Anno | Premio                  | Categoria                                      | Ricevente            | Risultato       |
| ---- | ----------------------- | ---------------------------------------------- | -------------------- | --------------- |
| 2011 | Melon Music Awards      | Premio Music Style alla miglior colonna sonora | You've Fallen For Me | Candidato/a     |
| 2011 | MBC Drama Awards        | Miglior nuovo attore                           | Jung Yong-hwa        | Candidato/a     |
| 2012 | Baeksang Arts Awards    | Attrice più popolare (TV)                      | Park Shin-hye        | Vincitore/trice |
| 2012 | Baeksang Arts Awards    | Attore più popolare (TV)                       | Jung Yong-hwa        | Candidato/a     |
| 2012 | K-Drama Star Awards     | Premio stella coreana                          | Jung Yong-hwa        | Vincitore/trice |
| 2013 | Asian Television Awards | Miglior drama singolo                          |                      | Vincitore/trice |

## Distribuzioni internazionali
| Paese         | Canale/i        | Prima TV                        | Titolo adottato                            |
| ------------- | --------------- | ------------------------------- | ------------------------------------------ |
| Taiwan        | Videoland Drama | 7 dicembre 2011-9 gennaio 2012  | 你為我著迷 (Sei rimasta affascinata da me) |
| Filippine     | ABS-CBN         | 2 gennaio-26 gennaio 2012       | Heartstrings                               |
| Hong Kong     | Drama 1         | 19 febbraio-8 aprile 2012       | 愛漫弦 (Le corde dell'amore)               |
| Indonesia     | B Channel       | 21 febbraio 2012-               | Heartstrings                               |
| Singapore     | Star Horizon    | 10 marzo-28 aprile 2012         | 你為我著迷 (Sei rimasta affascinata da me) |
| Giappone      | Fuji TV         | 9 luglio 2012-                  | オレのことスキでしょ (Forse mi piaci)      |
| Malaysia      | 8TV             | 20 dicembre 2012-8 gennaio 2013 | 你为我着迷 (Sei rimasta affascinata da me) |
| Medio Oriente | MBC 4           | 23 marzo 2014-                  |                                            |
| Stati Uniti   | MBC America     |                                 | Heartstrings                               |